# Maimará
Maimará ist eine Ortschaft und Gemeinde in Argentinien im Departamento Tilcara in der Provinz Jujuy. Maimará liegt auf einer Höhe von 2.390 Metern über dem Meeresspiegel und ist 76 km von der Provinzhauptstadt San Salvador de Jujuy sowie etwa 200 km von der bolivianischen Grenze entfernt. Man erreicht Maimará über die Nationalstraße RN9. In der Nähe des Ortes fließt der Río Grande. Die Bauernhöfe der Gegend liefern Obst und Gemüse in die umliegenden Städte. Das Gebiet wird von Einwohnern unterschiedlicher Herkunft bevölkert, unter anderem von bolivianischen Migranten, der angestammten Bevölkerung und von Migranten aus anderen argentinischen Provinzen. Maimará bedeutet in der Aymara-Sprache „Das andere Jahr“. Einheimische Touristenführer sagen auch, dass Maimará „Sternschnuppe“ bedeutet.

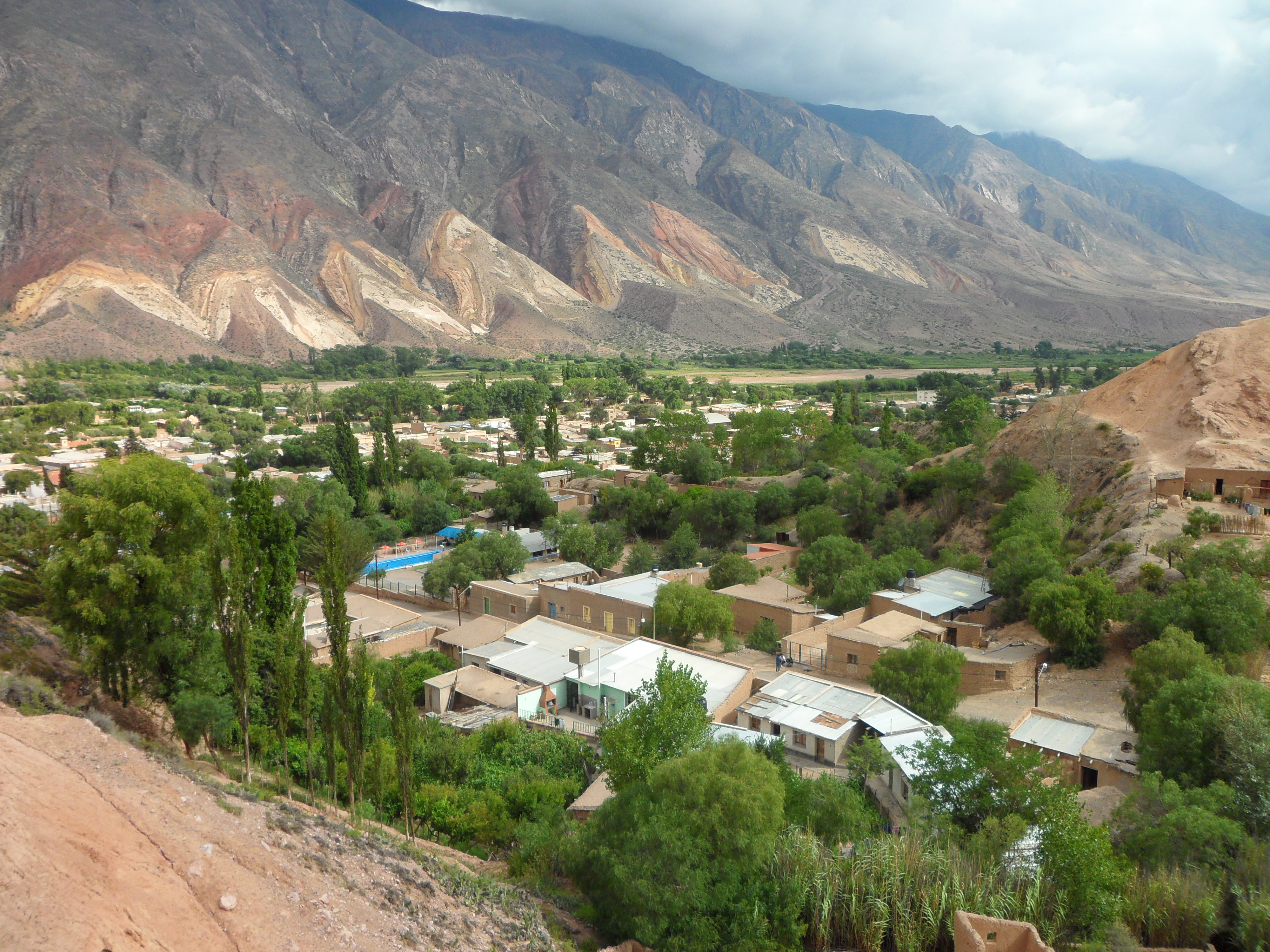
Blick auf Maimará
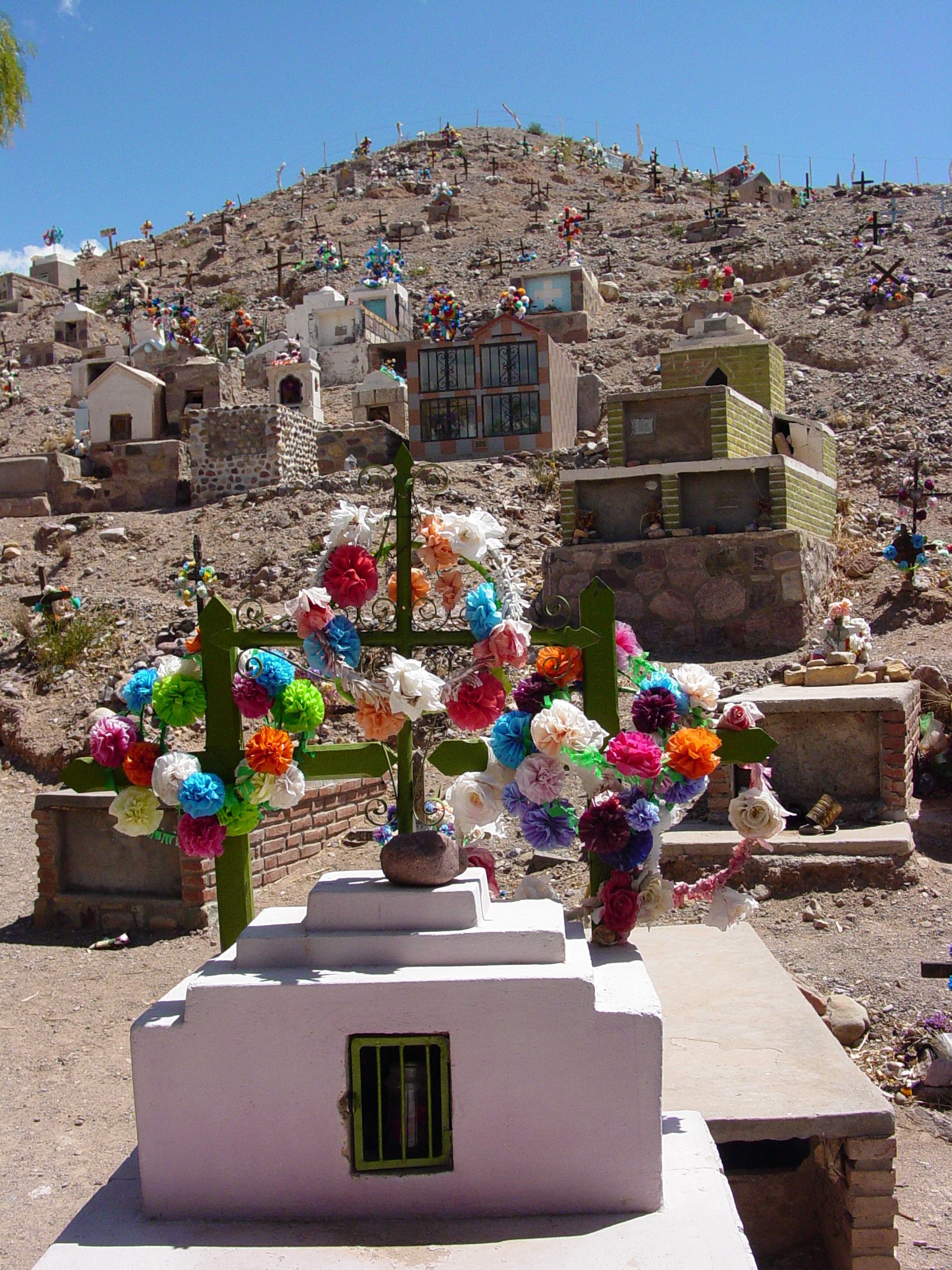
Friedhof
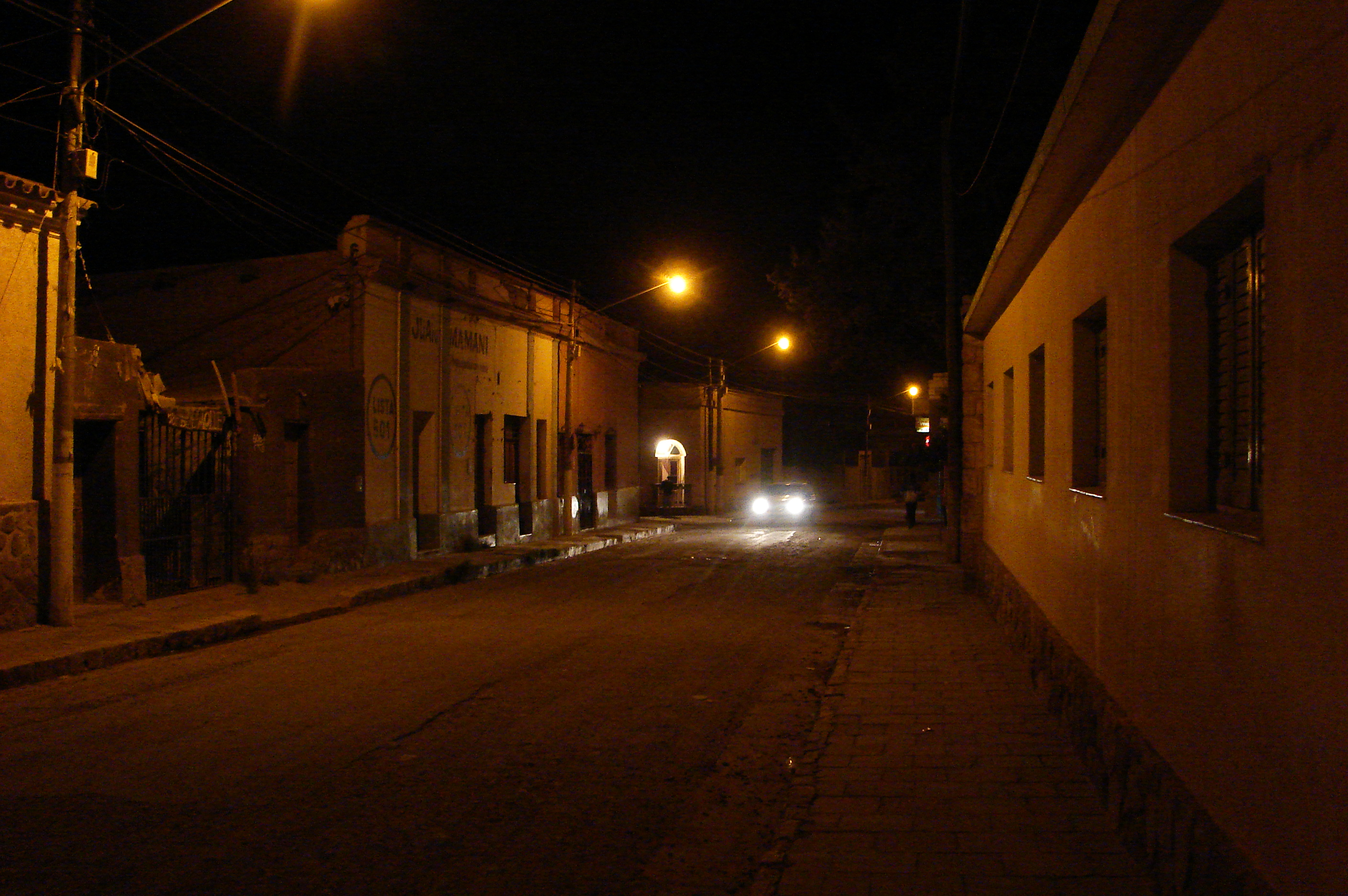
Abendliche Straße in Maimará
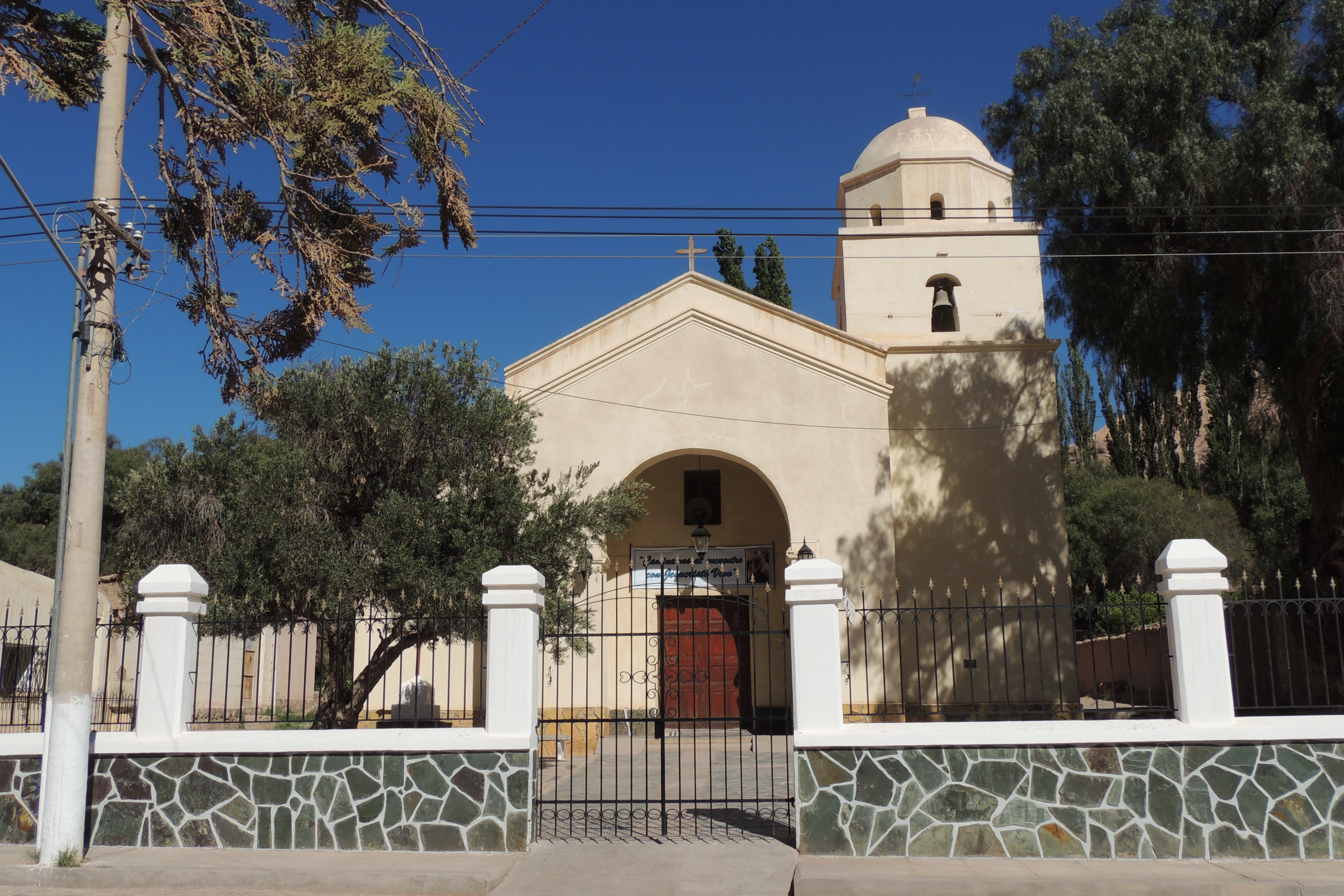
Iglesia de Maimará

## Tourismus
Maimará liegt in der Humahuaca-Schlucht, die geprägt ist von der Polychromie ihrer Hügel. Der Ort und seine Umgebung bieten Möglichkeiten für vielfältige touristische Aktivitäten. Die farbigen Berge, die Feste und Traditionen sind die Ziele, die von Besuchern aus anderen argentinischen Provinzen und von Touristen aus aller Welt besucht werden. Die Stadt ist auch ein regelmäßiger Rastplatz für die Einwohner der Hauptstadt Jujuy, die im Sommer das milde Klima und die Ruhe dieser kleinen Stadt suchen. Maimará ist aber auch Durchgangsort für Touristen, die auf dem Weg nach Purmamarca, Tilcara, Humahuaca oder Bolivien sind. Das Klima in der Regien ist im ganzen Jahr mild.